# Manny Delgado
Manuel Alberto Javier Alejandro "Manny" Delgado (Florida, 4 januari 1999) is een personage uit de sitcom Modern Family dat vertolkt wordt door Rico Rodriguez II.

## Biografie
Manny is de zoon van Gloria en haar eerste man Javier. Zijn stiefvader is Jay en Joe is zijn halfbroer. Eerst is hij helemaal niet zelfverzekerd, maar dit verbetert naarmate de serie vordert. Hij is erg slim, na zijn nicht Alex de slimste van de familie. Hij is ook zeer volwassen en intuïtief voor zijn leeftijd, hij doet dan ook vaak volwassenachtige dingen. Hij praat bijvoorbeeld soms met Claire over haar huwelijk en kinderen, en hij drinkt vaak koffie. Hij geraakte zelfs betrokken bij de aandelenmarkt en overwoog om, net zoals zijn vader Javier, een professionele gokker te worden.
Manny is, net zoals Gloria, gepassioneerd door het leven, ondanks dat hij als de dood is voor vlinders. Ook is hij erg romantisch. Hij grijpt al zijn kansen op het vlak van meisjes, hij is dan ook niet bang om oudere meisjes uit te vragen. Hij heeft een crush op zijn stiefnicht Haley, die hij bloemen heeft gegeven en zelfs gekust heeft. Hij ziet zijn biologische vader als een god, ondanks dat deze meermaals zijn beloftes breekt.
Manny speelt voor een footballteam en is een goede schaker. Zijn lievelingskleding is zijn bordeauxrode smoking. Manny en zijn stiefneef Luke zijn de beste vrienden, ondanks het feit dat ze weleens durven discussiëren of zelfs vechten.
Bedenkers: Steven Levitan · Christopher Lloyd 

Hoofdpersonages: Jay Pritchett (Ed O'Neill) · Gloria Delgado-Pritchett (Sofía Vergara) · Claire Dunphy (Julie Bowen) · Phil Dunphy (Ty Burrell) · Mitchell Pritchett (Jesse Tyler Ferguson) · Cameron Tucker (Eric Stonestreet) · Luke Dunphy (Nolan Gould) · Haley Dunphy (Sarah Hyland) · Manny Delgado (Rico Rodriguez II) · Alex Dunphy (Ariel Winter) · Lily Tucker-Pritchett (Aubrey Anderson-Emmons) · Joe Pritchett (Jeremy Maguire)

Voornaamste nevenpersonages: Dylan Marshall (Reid Ewing) · Andy Bailey (Adam DeVine) · Pameron Tucker (Dana Powell)  · Ben (Joe Mande) · Frank Dunphy (Fred Willard) · Pepper Saltzman (Nathan Lane) · Ronaldo (Christian Barillas) · Stella (Brigitte the Dog) · Larry (Frosty the Cat)